# Heteroserolis levidorsata
Heteroserolis levidorsata är en kräftdjursart som först beskrevs av Harrison och Gary C.B. Poore 1984.  Heteroserolis levidorsata ingår i släktet Heteroserolis och familjen Serolidae. Inga underarter finns listade i Catalogue of Life.